# Rhegmoclema garambiense
Rhegmoclema garambiense är en tvåvingeart som beskrevs av Cook 1964. Rhegmoclema garambiense ingår i släktet Rhegmoclema och familjen dyngmyggor.
Artens utbredningsområde är Kongo. Inga underarter finns listade i Catalogue of Life.